# Passacaglia voor viool en altviool
Passacaglia voor viool en altviool is een compositie van Johan Halvorsen. Het is een vrije bewerking van een deel van de Suite nr. 7 in G voor klavecimbel (HMV432) van Georg Friedrich Händel. De stijl van Händel inclusief fuga is nog goed terug te horen in de versie van de Noor. Halvorsen, begenadigd violist, speelde de eerste uitvoering zelf op 9 januari 1894 in de Domkerk te Bergen. Hij werd begeleid door Karl Johannessen op de altviool. Halvorsen schreef later (rond 1897) een versie voor viool en cello.
Het werk heeft in vergelijking tot het andere werk van Halvorsen een uitgebreide discografie. In 2012 zijn 14 verschillende opnamen verkrijgbaar, inclusief de versies voor viool en cello. 